# Мини-трактор

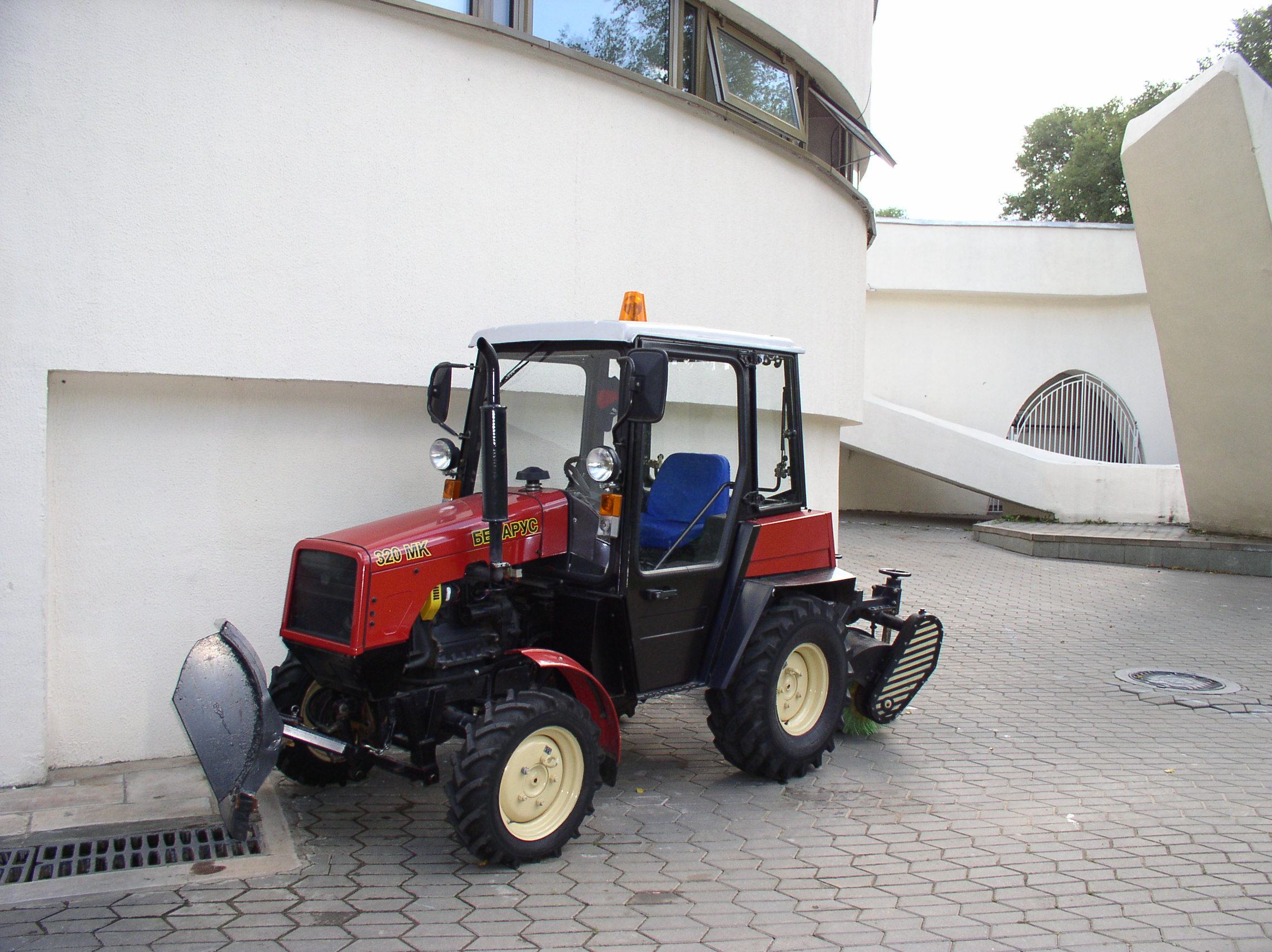

Мини-трактор — универсальная многофункциональная машина, способная на небольших земельных участках выполнять широкий спектр сельскохозяйственных и коммунальных работ, таких, например, как пахота легких почв, боронование и культивация, междурядная обработка картофеля и свёклы, внесение минеральных удобрений, покос трав, уборка улиц и территорий от мусора и снега, засыпка ям и траншей. Мини-трактор может применяться для транспортировки грузов, а также для различных работ с использованием стационарных агрегатов и установок с приводом от ВОМ, например, деревообрабатывающих агрегатов, насосов.
Рабочие тормоза гидравлические с приводом только на задние колеса. Ручной тормоз — механический, его диск стоит на карданном валу и выполнен в виде фланца вилки карданного шарнира главной передачи.
Мини-трактор имеет принципиальное отличие от своей разновидности — райдера (садового трактора), у которого двигатель располагается сзади.

## Устройство

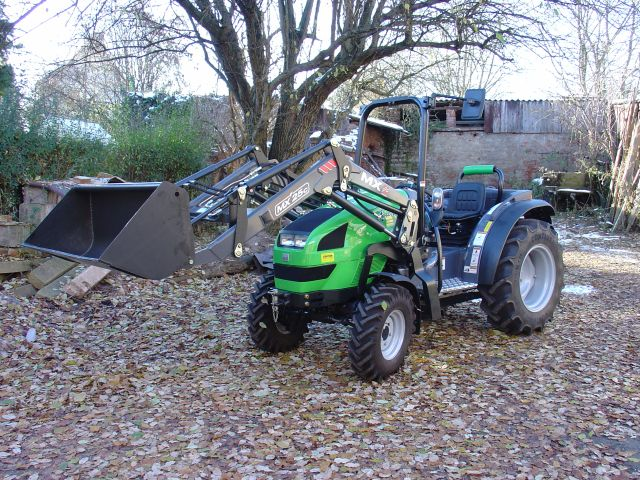
Мини-трактор с навесными орудиями

Мини-трактор состоит из двигателя, трансмиссии, ходовой части, системы агрегатирования и системы управления.

### Двигатель
Мини-тракторы как правило колёсные, мощность их двигателя составляет от 10 л.с. до 50 л.с. Чаще всего ставят дизельные двигатели, реже бензиновые двигатели. Номинальная мощность бензиновых двигателей колеблется от 10 л.с. до 18 л.с., дизельных двигателей — от 24 до 40 л.с. КПП имеет как правило несколько передач вперед и назад, например (3+1)*2, (4+1)*2.

### Трансмиссия

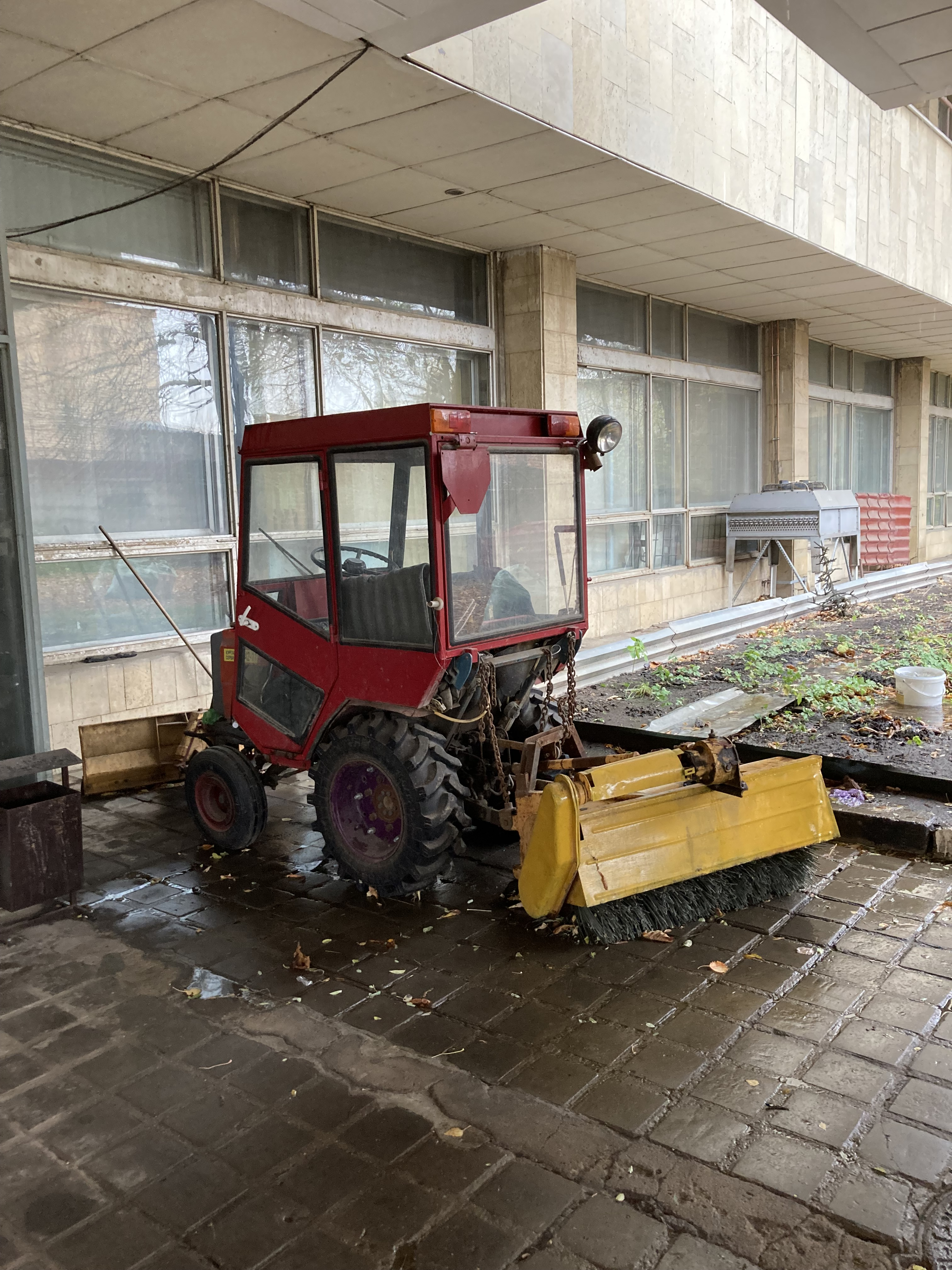
Минитрактор КМЗ-012 с кабиной и обвесом

Мини-тракторы комплектовались только механической трансмиссией. На современных мини-тракторах используют фрикционные сцепления, в которых вращающий момент передается за счет сил трения, возникающих между прижатыми друг к другу поверхностями ведущих и ведомых элементов сцепления. Ведущие элементы жестко связаны с коленчатым валом двигателя, а ведомые — с первичным валом коробки передач или другим узлом трансмиссии, следующим за сцеплением.
Колёсная формула мини-тракторов — 4х4 и 4х2.
Широкое применение в сельском хозяйстве получили мини-тракторы с ременной передачей, то есть мототракторы  для связи двигателя и редуктора применяются клиновидные ремни. Мототракторы стоят дешевле мини-трактора, некоторые фермеры, предпочитают вместо мотоблока купить хотя бы самый дешевый мототрактор. Такие тракторы в основном оснащены коробкой передач 3+1*2. Мини-тракторы так же имеют огромное преимущество перед большими профессиональными тракторами. Если техника применяется только в качестве садового помощника, то, используя мини-трактор, можно избежать приобретения дорогостоящего навесного оборудования.

### Система агрегатирования
Система агрегатирования мини-трактора очень велика. Кроме подвесных орудий (плуг, окучник, грабли и т. д.), мини-тракторы имеют ВОМ для работы с активными орудиями (фреза, косилка и т. д.)
Кроме заднего выхода ВОМ, некоторые мини-тракторы имеют и передний выход ВОМ.

### Мини-тракторы в России
В Российской Федерации выпускались мини-тракторы типа КМЗ -010, 012 ("Курганмашзавод"), Т-0,2-0,3 (ЧТЗ "Уралтрактор"), МТ-16 (Барнаул). Первые два трактора были оснащены дизелем ВЧ-2, либо бензиновым двигателем типа УД-25 (СК-12). Трактор КМЗ-012 имел два ВОМа — передний и задний, что давало возможность использовать снегомётную насадку спереди. Трактор Т-0,2 Уральского завода имел возможность одевания гусениц на колеса. В настоящее время в России мини-тракторы не выпускаются, но активно импортируются из Китая. На Российском рынке широко представлены такие бренды мини-тракторов, как СКАУТ (Scout), Shifeng, Dong Feng, Xingtai, Феникс, Lovol

### Мини-тракторы на Украине
На Украине после распада СССР производство мини-тракторов на Харьковском тракторном заводе прекратилось. Импортируются в основном тракторы из Китая (Shifeng, Dong Feng, Forte, Xingtai, Scout), Беларуси (МТЗ Беларус, Кентавр), США (John Deere) и Японии (Kubota).